# Gonadoliberyna

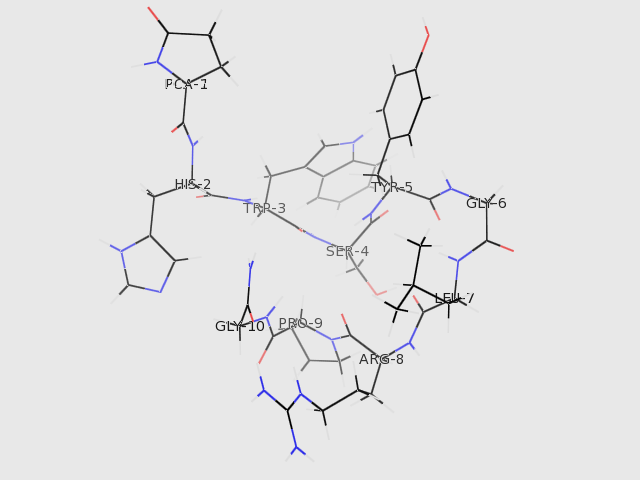
Gonadoliberyna – szkielet trójwymiarowy

Gonadoliberyna – wzór strukturalny

Gonadoliberyna, luliberyna, GnRH (od ang. gonadotropin-releasing hormone, hormon uwalniający gonadotropiny), LHRH (od ang. luteinizing-hormone-releasing hormone, hormon uwalniający hormon luteinizujący) – hormon peptydowy złożony z 10 aminokwasów, dekapeptyd wydzielany przez podwzgórze. Stymuluje wydzielanie gonadotropin (LH i FSH) z płata przedniego przysadki mózgowej.
Struktura pierwszorzędowa gonadoliberyny to pyroGlu-His-Trp-Ser-Tyr-Gly-Leu-Arg-Pro-Gly-NH2.
Gen GNRH1, odpowiedzialny za produkcję gonadoliberyny, znajduje się na chromosomie 8. U ssaków liniowy dekapeptyd, stanowiący produkt końcowy biosyntezy, powstaje z preprohormonu, składającego się z 92 aminokwasów.
Gonadoliberyna jest neurohormonem wytwarzanym głównie w polu przedwzrokowym podwzgórza. Wraz z krwią krążenia wrotnego przysadki trafia do przysadki mózgowej, z której uwalniana jest do krwiobiegu. Pulsacyjne uwalnianie gonadoliberyny pobudza wydzielanie gonadotropin. Impulsy o niskiej częstotliwości stymulują przysadkę do uwalniania FSH, zaś impulsy o wysokiej częstotliwości do uwalniania LH.